# 깃털공룡

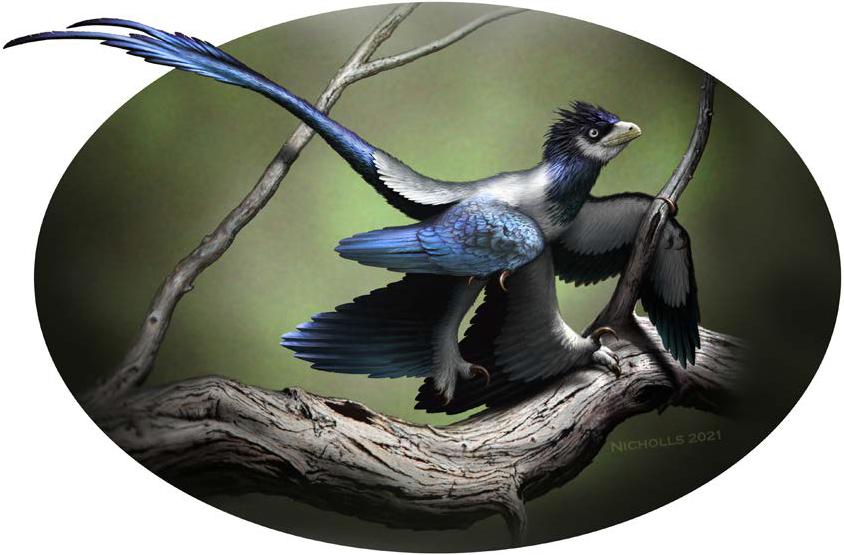
보존된 멜라노좀에서 유추한 색상으로 깃털이 돋아난 울롱의 생명복원도.

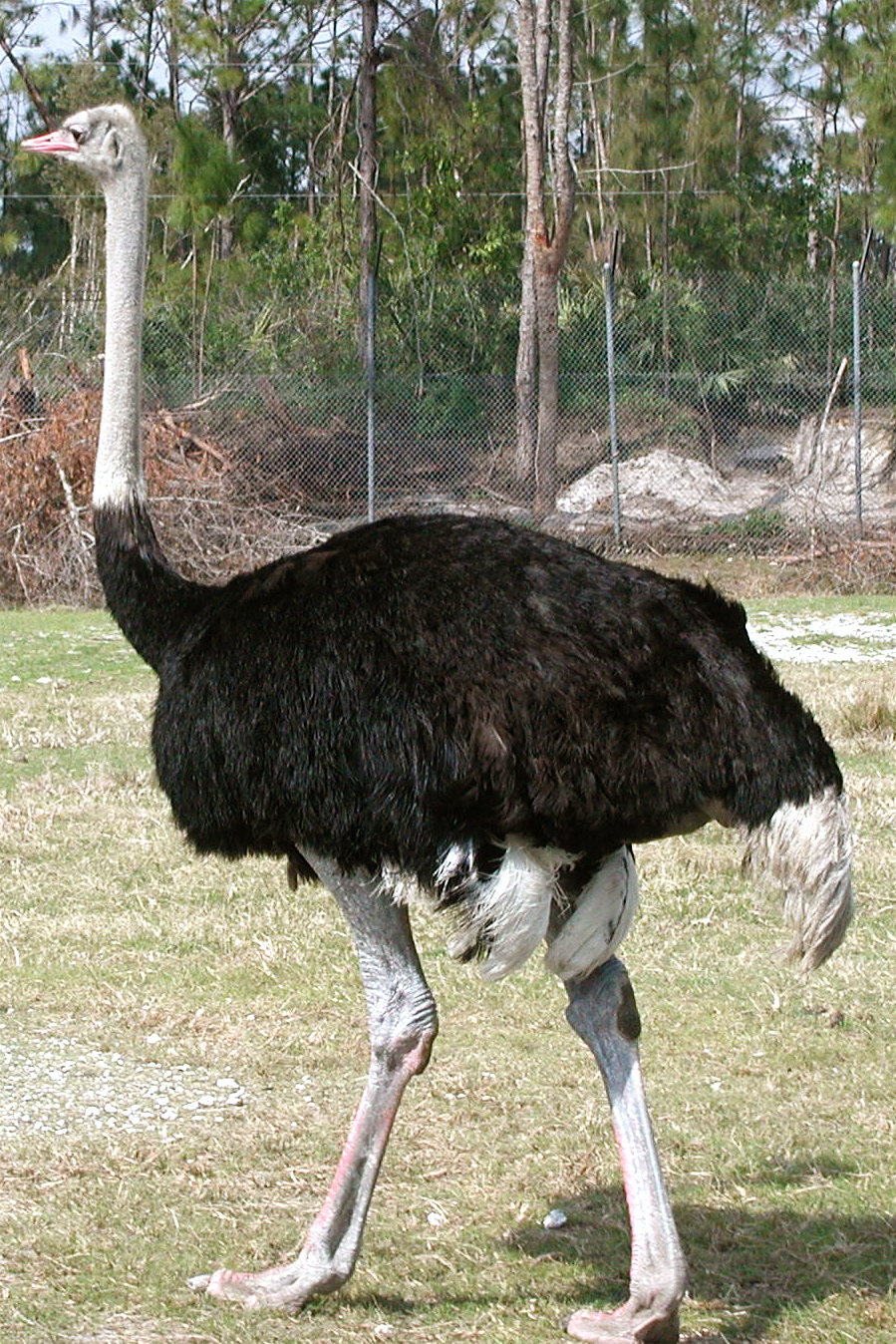
현존하는 가장 큰 공룡인 타조.

깃털공룡은 깃털을 가진 모든 종류의 공룡을 말한다. 여기에는 모든 조류 종이 포함되며, 최근 수십 년 동안 많은 비조류 공룡 종들도 어떤 형태로든 깃털을 가지고 있었다는 증거가 축적되었다. 공룡 전체에 깃털이나 깃털과 유사한 구조가 어느 정도 존재했는지는 현재 진행 중인 논쟁과 연구의 주제이다.
깃털이 비행을 지원하는 구조로 변형되기 전, 새끼 새의 솜털과 오늘날까지 남아 있는 것으로 보아 깃털은 원래 단열재로 기능했을 것으로 추정되고 있다.
1800년대 초 공룡에 대한 과학적 연구가 시작된 이래 공룡은 일반적으로 도마뱀과 같은 현대 파충류와 밀접한 관련이 있는 것으로 여겨졌다. 1842년 고생물학자 리처드 오웬이 만든 공룡의 영어명인 다이노소어라는 단어 자체는 '끔찍한 도마뱀'이라는 뜻의 그리스어에서 유래했다. 이러한 견해는 1960년대 후반 과학 연구에서 이른바 공룡 르네상스라고 불리는 시기에 변화하기 시작했고, 1990년대 중반에는 공룡이 수각류 공룡의 직접적인 후손인 새와 훨씬 더 밀접한 관련이 있다는 중요한 증거가 등장했다.
2000년대와 2010년대 들어 새로운 화석들이 발견되면서 깃털의 기원에 대한 지식이 발전했고, 과학자들은 기술의 발달로 화석을 더욱 면밀히 연구할 수 있게 되었다. 조류가 아닌 공룡 중에서도 직간접적인 화석 증거를 통해 깃털이나 깃털과 유사한 외피가 수십 종의 공룡 속에서 발견되었다. 깃털 발견의 대부분은 코엘루로사우루스류 수각류에서 발견되었지만, 깃털과 유사한 외피는 최소 3종의 조류에서도 발견되었으며, 이는 수각류와 조류 모두를 포함하는 공룡 그룹인 오르니토스켈리다의 마지막 공통 조상에게 깃털이 존재했을 수 있음을 시사한다. 익룡의 깃털이 발견된 것으로 보아 깃털은 더 이른 시기의 지배파충류에서 처음 발달했을 가능성도 있다. 공룡 시노사우롭테릭스의 깃털 화석에는 베타 단백질(이전의 베타 케라틴)의 흔적이 남아 있어 초기 깃털의 구성이 현대 조류의 깃털과 유사하다는 것이 확인되었다.  악어도 조류와 유사한 베타 케라틴을 가지고 있어 공통 조상 유전자에서 진화한 것으로 추정된다.